# Psyché (spolek)
Psyché je název spolku praktické mystiky, který založil v Praze roku 1929 Karel Weinfurter s několika přáteli. Až do své smrti (1942) byl také jeho předsedou. 
Ustavující valná hromada spolku se konala 29. listopadu 1929 a zakládajících členů bylo 45. Tiskovým orgánem byla revue Psyche, vydávaná, redigovaná a vlastněná Karlem Weinfurterem. Maximálního počtu 671 členů spolek dosáhl v roce 1938, avšak vedle řádných členů jeho aktivity sledovalo a tiskoviny kupovalo několik tisíc zájemců nejen v Čechách a na Moravě, ale i na Slovensku a v mnoha jiných zemích, včetně zámořských (většinou českých emigrantů).
Po 2. světové válce se předsednictví ujal Weinfurterův žák Otakar Čapek (1893–1967), za jehož vedení spolek změnil název na "Psyche" (shodný s názvem revue). Činnost Čapkem vedeného spolku byla násilně přerušena komunistickými úřady roku 1951 a Čapek byl posléze v politickém monstrprocesu odsouzen na doživotí. 
Po listopadu 1989 byl spolek obnoven a roku 1992 byl Karel Weinfurter in memoriam zvolen jeho čestným předsedou. Dnes[kdy?] sdružuje jen hrstku zájemců a vykazuje minimální aktivitu. Vedle spolku Psyché bylo po revoluci založeno i nakladatelství Psyché (dnes již neexistující), na spolku nezávislé.

## Spolková agenda
- ustavující valná hromada – 27. listopadu 1929:

zvolený výbor: předseda Karel Weinfurter, místopředseda MUDr. Jaroslav Barth, jednatel František Jirásek, pokladní sl. Hana Kurzová, tři členové výboru: Ing. Arnošt Čapek, MUDr. Ignát Kratochvíl, Mary Jirásková, náhradníci Václav Krejčí, Ladislav Novák, revizoři účtů František Vyvadil, Jan Hořejší 
- I. výroční valná hromada – 30. ledna 1931

účast 68 členů; počet členů k 31. prosinci 1930, tedy po prvním roce existence: 179 (75 žen a 104 mužů; v Praze 102 členů, v Čechách 45, na Moravě a Slezsku 21, na Slovensku 11); počet členů k 30. lednu: 183; zvolený výbor: předseda Karel Weinfurter, místopředseda MUDr. Jaroslav Barth, jednatel František Jirásek, pokladní Mary Jirásková, členové výboru Ing. Arnošt Čapek, MUDr. Ignát Kratochvíl, Ing. František Mařík, náhradníci Václav Krejčí, Ladislav Novák, revizoři účtů František Vyvadil, Jan Hořejší 
- II. výroční valná hromada – 29. ledna 1932

počet členů: 267 (154 mužů a 113 žen), osm odboček v republice; zvolený výbor: předseda Karel Weinfurter, místopředseda MUDr. Jaroslav Barth, jednatel František Jirásek, pokladní Mary Jirásková,
členové výboru Ing. Arnošt Čapek, MUDr. Ignát Kratochvíl, Ing. František Mařík, náhradníci Václav Krejčí, Ladislav Novák, revizoři účtů Bedřich Hejhal, Jan Hořejší, 
knihovník Václav Krejčí
- III. výroční valná hromada – 3. února  1933

počet členů: 431 (234 mužů a 197 žen); zvolený výbor: předseda Karel Weinfurter, místopředseda MUDr. Jaroslav Barth, jednatel František Jirásek, pokladní Mary Jirásková, členové výboru Ing. Arnošt Čapek, MUDr. Ignát Kratochvíl, Ing. František Mařík, náhradníci Ladislav Novák, Josef Hoznourek, revizoři účtů Bedřich Hejhal, Jan Hořejší, knihovník Antonín Kaitmann
- IV. výroční valná hromada – 26. ledna 1934

účast přes 100 členů, včetně venkovských; počet členů: 527 (280 mužů a 247 žen), z toho 6 členů za hranicemi (3 ve Vídni, 2 v Jugoslávii, 1 v Paříži); zvolený výbor: předseda Karel Weinfurter, místopředseda MUDr. Jaroslav Barth, jednatel František Jirásek, pokladní Mary Jirásková, členové výboru Ing. Arnošt Čapek, MUDr. Ignát Kratochvíl , MrPh. K. Fried, náhradníci Ladislav Novák, Josef Hoznourek, revizoři účtů Bedřich Hejhal, Jan Hořejší, knihovník Antonín Kaitman, jeho pomocník Dan. Metyš
- V. výroční valná hromada – 1. února 1935

počet členů: 574 (315 mužů a 259 žen); zvolený výbor: předseda Karel Weinfurter, místopředseda MUDr. Jaroslav Barth, jednatel František Jirásek, pokladní Mary Jirásková, členové výboru Ing. Arnošt Čapek, MUDr. Ignát Kratochvíl , MrPh. K. Fried, náhradníci Ladislav Novák, Josef Hoznourek, revizoři účtů Bedřich Hejhal, Jan Hořejší, jejich pomocník Mil. Kovář, knihovník Antonín Kaitmann
- VI. výroční valná hromada – 31. ledna 1936

účast 125 členů (počet venkovských převýšil pražské členy); počet členů: 612 (297 ve Velké Praze, 192 v Čechách, 71 v zemi Moravskoslezské, 39 na Slovensku, 3 v Rakousku, 2 v Jugoslávii, 1 v Egyptě, 1 v Americe); na valné hromadě bylo rozhodnuto o rozšíření počtu členů výboru, kterými se stali: předseda Karel Weinfurter, místopředseda P. T. MUDr. Jaroslav Barth, jednatel František Paleček, pokladní Josefa Wagnerová, revizoři účtů Oldřich Slavík a Václav Suldovský, členové výboru Emanuel Brož, Ing. Arnošt Čapek, Ing. Vladimír Geisler, Antonín Kaitman, Marietta Karabcová, MUDr. Ignác Kratochvíl, Pravoslav Lexa, K. Novotný, JUDr. Arved Smichowský, Sršňová, František Šulc, náhradníci: Eduard Horyna, Jirsová, Riedlová, Žižkovský. Ke konci roku rezignoval F. Paleček a do funkce jednatele byl do konce volebního období ustanoven Pravoslav Lexa
- VII. výroční valná hromada – 29. ledna 1937

účast 111 členů (pouze pražských); počet členů: 610 (310 ve Velké Praze, v Čechách 186, na Moravě a ve Slezsku 69, Slovensko 42, v zahraničí 4); zvolený výbor: Karel Weinfurter zvolen doživotním předsedou, místopředseda MUDr. Jaroslav Barth, jednatel Josef Bláha, členové výboru Ing. Arnošt Čapek, MUDr. Ignác Kratochvíl, Marietta Karabcová, pokladní Josefa Wagnerová, knihovník Antonín Kaitman, náhradníci Karel Novotný, František Šulc, revizoři účtů Václav Suldovský, Oldřich Slavík. V listopadu odstupuje z funkce místopředsedy Josef Bláha a místo něj je zvolen Václav Suldovský
- VIII. výroční valná hromada – 28. ledna 1938

účast 123 členů (včetně mimopražských, např. z České Třebové či Brna); počet členů: 671 (358 mužů a 313 žen), z toho v zahraničí 7; zvolený výbor: místopředseda MUDr. Jaroslav Barth, jednatel Václav Suldovský, členové výboru Marietta Karabcová, MUDr. Ignác Kratochvíl, Božena Weinfurterová, pokladní Josefa Wagnerová, náhradníci Karel Novotný, František Šulc, revizoři účtů Emanuel Brož, Zdeněk Šimeček. Za zesnulého J. Bartha (6. 2.) se stal místopředsedou Ignác Kratochvíl (18. 3.), místo něhož byl do výboru povolán JUDr. Ing. Dr.Otakar Čapek a za náhradníka Eduard Horyna (25. 3.)
- IX. výroční valná hromada – 10. února 1939

účast 71 členů; počet členů: 555 (263 žen a 298 mužů); (z toho ve Velké Praze 306, v Čechách 142, na Moravě 62, na Slovensku 39, v zahraničí 6); pokles členů byl způsoben vyškrtnutím 101 členů pro dlouhodobé neplacení členských příspěvků (více než 2 roky) bez omluvení; výbor nezjištěn, ale zůstává zřejmě bez větších změn
- X. výroční valná hromada – 1. března 1940

počet členů: 556 (v Čechách 466, na Moravě 52, na Slovensku 26, v Německu 8 a v ostatní cizině 4);
z prvních 45 členů, kteří zakládali spolek 27. listopadu 1929, jich zůstává 12; výbor beze změny, pouze nový knihovník: Oldřich Slavík 
- rozpuštění spolku gestapem – 9. června 1941

spolek měl v této době tyto funkcionáře: předseda Karel Weinfurter, místopředseda Karel Novotný,
jednatel Václav Suldovský, pokladní Josefa Wagnerová, knihovník Oldřich Slavík; valná hromada se v roce 1941 již nekonala
- 9. října 1945

spolek „Psyche“ oznamuje obnovení činnosti. Za zemřelého předsedu Karla Weinfurtera podepsáni: místopředseda Karel Novotný, jednatel Václav Suldovský, pokladní Josefa Wagnerová, členové výboru Božena Weinfurterová a JUDr. Ing. Dr. Otakar Čapek
- I. poválečná valná hromada – 23. ledna 1946

zvolený výbor: předseda spolku JUDr. Ing. Dr. Otakar Čapek, místopředseda JUDr. František Brychta, jednatel Oldřich Slavík,	pokladní Josefa Wagnerová, členové výboru Božena Weinfurterová provdaná Čapková, Marietta Karabcová, Emanuel Brož, Ing. arch. Antonín Svoboda, Karel Kaiser, revisoři účtů Sylvie Havránková a Alois Vanický
- II. valná hromada 14. března 1947

zvolený výbor: předseda JUDr. Ing. Dr. Otakar Čapek, místopředseda Karel Novotný, jednatel Alois Vanický, pokladní Josefa Wagnerová, knihovník Antonín Svoboda, členové výboru Božena Weinfurterová-Čapková, Ing. Antonín Havel, Emanuel Brož, revisoři účtů Oldřich Slavík a sl. Sylvie Havránková		
- III. valná hromada 18. března 1948

zvolený výbor: předseda JUDr. Ing. Dr. Otakar Čapek, místopředseda Ing. Antonín Havel, jednatel Alois Vanický, pokladník Vítězslav Tauszký, knihovník František Dušek, členové výboru Božena Weinfurterová-Čapková, Antonín Svoboda, Bohuslav David a František Polák, revisoři účtů sl. Sylvie Havránková a Růžena Pižlová. Podle pokladní a jednatelské zprávy měl spolek k 31. XII. 1948 688 členů.
- IV. valná hromada 17. března 1949

zvolený výbor: předseda JUDr. Ing. Dr. Otakar Čapek, místopředseda J. Dolejš, jednatel Vítězslav Tauszký, pokladní Růžena Tauszká, knihovník Jarmila Šindelářová, revisoři účtů Růžena Pižlová a Sylvie Havránková, členové výboru Antonín Svoboda a Bohuslav David.
- 13. října 1949

tohoto data je výbor na žádost úřadů rozšířen do následující podoby: předseda JUDr. Ing. Dr. Otakar Čapek, místopředseda Vítězslav Tauszký, pokladní Růžena Tauszká, knihovní Jarmila Šindelářová, revisoři účtů Růžena Pižlová a Sylvie Havránková, členové výboru Ján Krivoj Belluš, Josef Bošina, Bohuslav David, Břetislav Dvořáček, Ľudmila Maťašovská, František Polák, Antonín Růžek, Anna Streiblová, Antonín Svoboda, JUDr. Jan Šindelář, Margita Šindelářová, Josef Tupý a Anna Vašíčková 
- V letech 1950 a 1951 se valná hromada nekonala

- v červnu 1951 Ústřední národní výbor hl. města Prahy – referát pro vnitřní věci a bezpečnost rozpouští spolek „Psyche“, neboť "jeho činnost odporuje lidově demokratickému zřízení".

## Spolek Psyché vydal
knihovna „Věčný pramen“
- sv. I.  K. Weinfurter: Nauka bílé lóže I. (1932)
- sv. II.  K. Weinfurter: Nauka bílé lóže II. (1932)
- sv. III.  K. Weinfurter: Nauka bílé lóže III. (1932)
- sv. IV.  J. Leadová: Nauka bílé lóže IV. (1932)
- sv. V.-VII. Abbé N. de Montfaucon de Villars: Hrabě de Gabalis (1932)
- sv. VIII.-X. K. Weinfurter: Kdož jste boží bojovníci (1933)
- sv. XI.-XII. K. Weinfurter: Mystika všem (1934)
- sv. XIII. J. B. Kerning: Příliv a odliv (1935)
- sv. XIV. J. B. Kerning: Student (1936)

mimo edice
- K. Weinfurter: Mistr Ramakrišna I. díl (1933)
- K. Weinfurter: Mistr Ramakrišna II. díl (1933)
- K. Weinfurter: Mystická nauka Mistra Eckeharta z Hochheimu (1934)
- K. Weinfurter: Mystické učení Mistra Eckeharta z Hochheimu, díl II. (1935)
- J. B. Kerning: Zednář (1936)